# Міяконоджьо
Міяконоджьо (яп. 都城市) — місто в Японії, в префектурі Міядзакі.

## Клімат
Місто знаходиться у зоні, котра характеризується вологим субтропічним кліматом. Найтепліший місяць — липень із середньою температурою 26.7 °C (80 °F). Найхолодніший місяць — січень, із середньою температурою 5 °С (41 °F).
| Клімат Міяконоджьо      | Клімат Міяконоджьо | Клімат Міяконоджьо | Клімат Міяконоджьо | Клімат Міяконоджьо | Клімат Міяконоджьо | Клімат Міяконоджьо | Клімат Міяконоджьо | Клімат Міяконоджьо | Клімат Міяконоджьо | Клімат Міяконоджьо | Клімат Міяконоджьо | Клімат Міяконоджьо | Клімат Міяконоджьо |
| Показник                | Січ.               | Лют.               | Бер.               | Квіт.              | Трав.              | Черв.              | Лип.               | Серп.              | Вер.               | Жовт.              | Лист.              | Груд.              | Рік                |
| Абсолютний максимум, °C | 20                 | 22                 | 26                 | 28                 | 31                 | 32                 | 35                 | 35                 | 34                 | 31                 | 27                 | 22                 | 35                 |
| Середній максимум, °C   | 11                 | 12                 | 16                 | 20                 | 23                 | 26                 | 30                 | 31                 | 28                 | 23                 | 19                 | 14                 | 21                 |
| Середня температура, °C | 5                  | 6                  | 10                 | 14                 | 18                 | 22                 | 26                 | 26                 | 23                 | 17                 | 12                 | 7                  | 16                 |
| Середній мінімум, °C    | 0                  | 0                  | 4                  | 9                  | 14                 | 18                 | 22                 | 22                 | 19                 | 12                 | 6                  | 1                  | 11                 |
| Абсолютний мінімум, °C  | −8                 | −7                 | −6                 | −2                 | 5                  | 8                  | 17                 | 17                 | 10                 | 0                  | −3                 | −7                 | −8                 |
| Норма опадів, мм        | 70                 | 90                 | 130                | 250                | 270                | 430                | 320                | 370                | 350                | 100                | 100                | 40                 | 2580               |
| Днів з дощем            | 5                  | 6                  | 9                  | 10                 | 11                 | 13                 | 12                 | 12                 | 10                 | 6                  | 5                  | 3                  | 106                |
| ----------------------- | ------------------ | ------------------ | ------------------ | ------------------ | ------------------ | ------------------ | ------------------ | ------------------ | ------------------ | ------------------ | ------------------ | ------------------ | ------------------ |
| Джерело: Weatherbase    |                    |                    |                    |                    |                    |                    |                    |                    |                    |                    |                    |                    |                    |